# 에버니저 하워드

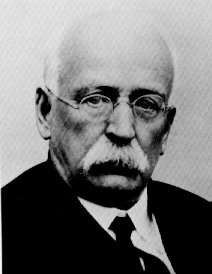
에버니저 하워드

에버니저 하워드 경(영어: Sir Ebenezer Howard, OBE, 1850년 1월 29일 ~ 1928년 5월 1일)은 영국의 도시 계획 학자로, 현대 도시 계획의 선조라고 불린다. 전원도시를 주창하여(Garden city movement) 자연과의 공생, 도시의 자율성을 제시한 후 현대 도시 계획에 많은 영향을 미쳤다.

## 서훈
- 1924년 대영 제국 훈장 4등급(OBE) 수훈[1]
- 1927년 기사작위(Knight Bachelor) 서임[2]

## 같이 보기
- 전원도시
- 웰린가든시티